# Campionati del mondo di ciclismo su strada 1996
I Campionati del mondo di ciclismo su strada 1996 furono disputati a Lugano, in Svizzera, tra il 9 ed il 13 ottobre 1996.

## Eventi

### Cronometro individuali
- Donne Elite – 26,4 km
- Uomini Under-23 – 40,4 km
- Uomini Elite – 40,4 km

### Corse in linea
- Donne Elite – 100,8 km
- Uomini Under-23 – 168 km
- Uomini Elite – 252 km

## Medagliere
| Pos.   | Nazione     | Oro | Argento | Bronzo | Totale |
| ------ | ----------- | --- | ------- | ------ | ------ |
| 1      | Italia      | 2   | 2       | 3      | 7      |
| 2      | Svizzera    | 2   | 1       | 1      | 4      |
| 3      | Francia     | 1   | 1       | 0      | 2      |
| 4      | Belgio      | 1   | 0       | 0      | 1      |
| 5      | Regno Unito | 0   | 1       | 0      | 1      |
| 5      | Lituania    | 0   | 1       | 0      | 1      |
| 7      | Canada      | 0   | 0       | 1      | 1      |
| 7      | Germania    | 0   | 0       | 1      | 1      |
| Totale | Totale      | 6   | 6       | 6      | 18     |

## Sommario degli eventi
| Eventi                 | Oro                      | Tempo                      | Argento                          | Tempo   | Bronzo                        | Tempo   |
| Uomini Elite           |                          |                            |                                  |         |                               |         |
| Gara in linea dettagli | Johan Museeuw Belgio     | 6h23'50" Media 39,392 km/h | Mauro Gianetti Svizzera          | a 1"    | Michele Bartoli Italia        | a 29"   |
| Cronometro dettagli    | Alex Zülle Svizzera      | 48'13"                     | Christopher Boardman Regno Unito | a 39"   | Tony Rominger Svizzera        | a 41"   |
| Uomini Under-23        |                          |                            |                                  |         |                               |         |
| Gara in linea dettagli | Giuliano Figueras Italia | 4h23'50"                   | Roberto Sgambelluri Italia       | a 1"    | Luca Sironi Italia            | a 29"   |
| Cronometro dettagli    | Luca Sironi Italia       | 37'51"89                   | Roberto Sgambelluri Italia       | a 52"49 | Andreas Klöden Germania       | a 56"50 |
| Donne                  |                          |                            |                                  |         |                               |         |
| Gara in linea dettagli | Barbara Heeb Svizzera    | 2h53'05"                   | Rasa Polikevičiūtė Lituania      | a 17"   | Linda Jackson Canada          | a 37"   |
| Cronometro dettagli    | Jeannie Longo Francia    | 35'16"07                   | Catherine Marsal Francia         | a 49"   | Alessandra Cappellotto Italia | a 54"40 |